# Centromeria longipennis
Centromeria longipennis är en insektsart som först beskrevs av Walker 1851.  Centromeria longipennis ingår i släktet Centromeria och familjen Dictyopharidae. Inga underarter finns listade i Catalogue of Life.